# Lobophorodes bifasciatus
Lobophorodes bifasciatus är en fjärilsart som beskrevs av Inoue 1982. Lobophorodes bifasciatus ingår i släktet Lobophorodes och familjen mätare. Inga underarter finns listade i Catalogue of Life.